# Tortanus komachi
Tortanus komachi is een eenoogkreeftjessoort uit de familie van de Tortanidae. De wetenschappelijke naam van de soort is voor het eerst geldig gepubliceerd in 2001 door Itoh, Ohtsuka & Sato.